# Верх-Ірмень
Верх-Ірмень (рос. Верх-Ирмень) — село у Ординському районі Новосибірської області Російської Федерації.
Входить до складу муніципального утворення Верх-Ірменська сільрада. Населення становить 3123 особи (2010).

## Історія
Згідно із законом від 2 червня 2004 року органом місцевого самоврядування є Верх-Ірменська сільрада.

## Населення
| 2002 | 2007  | 2010  |
| ---- | ----- | ----- |
| 3112 | ↗3479 | ↘3123 |